# Epargyreus
Epargyreus es un género de lepidópteros ditrisios de la subfamilia Eudaminae  dentro de la familia Hesperiidae.

## Especies
- Epargyreus antaeus
- Epargyreus aspina
- Epargyreus barisses
- Epargyreus brodkorbi
- Epargyreus clarus
- Epargyreus clavicornis
- Epargyreus deleoni
- Epargyreus enispe
- Epargyreus exadeus
- Epargyreus nutra
- Epargyreus socus
- Epargyreus spanna
- Epargyreus spina
- Epargyreus spinosa
- Epargyreus spinta
- Epargyreus tmolis
- Epargyreus windi
- Epargyreus zestos